# Ōtomo Yoshimune
Ōtomo Yoshimune (大友義統?   1558-1605) fue un daimyō japonés del período Azuchi-Momoyama de la historia de Japón.
Ōtomo Yoshimune fue hijo de Ōtomo Sōrin y fue el quien culminó la campaña de Kyūshū a su muerte, venciendo a Ryūzōgi Masaie, con lo que recuperó parcialmente los territorios que su clan había perdido frente al clan Shimazu.
Posteriormente participó en las invasiones japonesas a Corea lideradas por Toyotomi Hideyoshi. Cuando Konishi Yokinaga fue asediado en P'yong-yang por tropas provenientes de China, Yoshimune en lugar de ir en su auxilio decidió huir, por lo que fue severamente castigado.
En 1600 se alió en el bando perdedor del «Ejército del Oeste» en apoyo de Ishida Mitsunari durante la Batalla de Sekigahara, por lo que al finalizar este conflicto fue exhiliado, muriendo 5 años después en 1605.